# Conseil national pour la défense de la démocratie – Forces de défense de la démocratie
Der Nationaler Rat zur Verteidigung der Demokratie – Kräfte zur Verteidigung der Demokratie (französisch: Conseil national pour la défense de la démocratie – Forces pour la défense de la démocratie), abgekürzt CNDD-FDD, ist die Regierungspartei in Burundi. Während des burundischen Bürgerkriegs war der CNDD-FDD die bedeutendste aktive Rebellengruppe und wurde danach zu einer wichtigen politischen Partei in Burundi. Sie wurde von Mitgliedern der Volksgruppe der Hutu gegründet und von ihnen dominiert.

## Geschichte
Während des Bürgerkriegs war der CNDD der politische Flügel der Organisation, während die FDD den militärischen Flügel bildete. Sie wurde 1994 gegründet, ein Jahr nach der Ermordung des ersten demokratisch gewählten Präsidenten Melchior Ndadaye. Der politische Flügel wurde von Hutu-Intellektuellen aus der südlichen Region Bururi unter der Führung von Leonard Nyangoma dominiert, während sich der kämpfende Flügel aus Truppen aus dem ganzen Land zusammensetzte, was zu einer Spaltung der Gruppe im Jahr 2001 führte.
Bei einer offiziellen Zeremonie im Januar 2005 ließ sich die Gruppe als legale politische Partei registrieren. Bei den weitgehend friedlichen Parlamentswahlen am 4. Juli 2005 erhielt der CNDD schätzungsweise 60 bis 80 Prozent der Stimmen, was es wahrscheinlich machte, dass ein Vertreter des CNDD im August zum Präsidenten gewählt werden würde. Tatsächlich wurde Pierre Nkurunziza als Kandidat der CNDD-FDD am 19. August ohne Gegenkandidaten zum Präsidenten von Burundi gewählt.
Im Juni 2020 starb Nkurunziza noch während seiner Amtszeit als Präsident von Burundi und wurde von Parteikollege Evariste Ndayishimiye abgelöst. Vor dem Tod von Nkurunziza war Ndayishimiye bei den Wahlen im Mai 2020 zum Präsidenten von Burundi gewählt worden.